# 1 Pułk Piechoty (LP)
1 Pułk Piechoty (1 pp) – oddział piechoty Legionów Polskich.

## Historia pułku

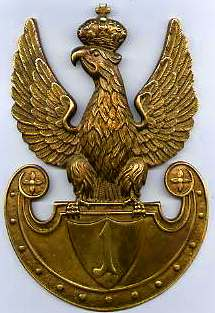
Orzełek 1 pp Leg.

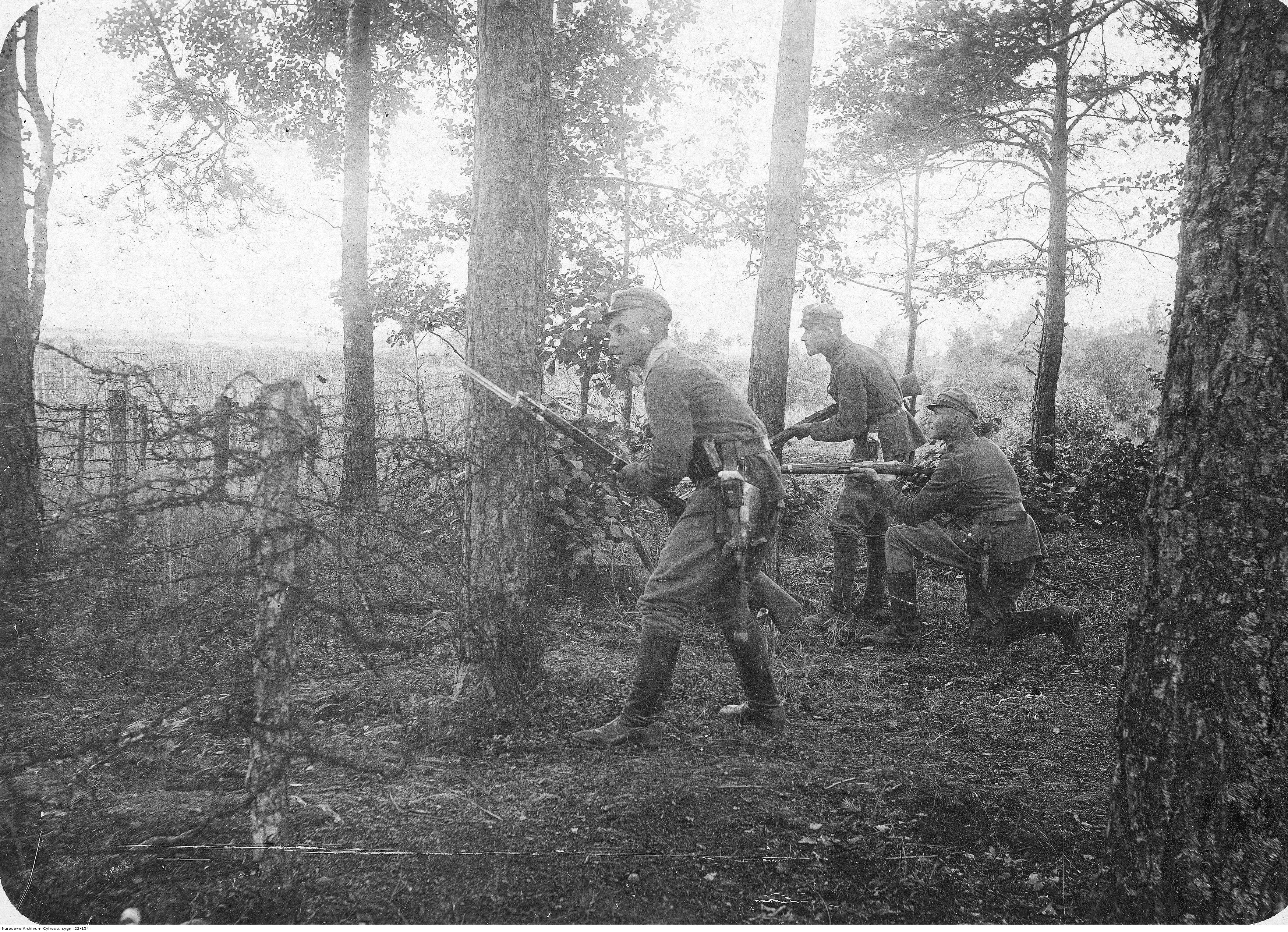
Żołnierze pułku na patrolu. Wołyń, rok 1916

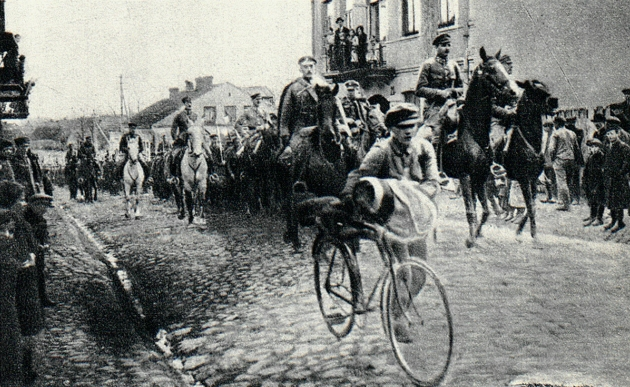
Wejście 1 Pułku Piechoty Legionów Polskich do Zambrowa. Na czele kpt. Leopold Lis-Kula, listopad 1916

W nocy z 5 na 6 sierpnia 1914 roku, na teren Królestwa Kongresowego wkroczyła 1 kompania kadrowa. W kolejnych dniach dołączyły do niej pozostałe oddziały. 18 sierpnia zgrupowanie zostało podzielone na pięć batalionów: I – Żegoty-Januszajtisa, II – Norwida-Neugebauera, III – Śmigłego-Rydza, IV – Wyrwy-Furgalskiego, V – Karaszewicza-Tokarzewskiego.
W grudniu 1914 roku została zorganizowana dwupułkowa I Brygada Legionów Polskich. W skład utworzonego 1 pułku strzelców wszedł dotychczasowy I i III batalion.
W latach 1914–1917 pułk wziął udział w krwawych walkach pod Laskami, Łowczówkiem, Tarłowem i Kostiuchnówką.
Kapelanem pułku był ks. Henryk Ciepichałł.
Po kryzysie przysięgowym w 1917 roku pułk rozwiązano.
12 sierpnia 1917 roku ze służby w Legionach Polskich zostało zwolnionych, na własną prośbę, czternastu oficerów, którzy zdecydowali się wstąpić do c. i k. armii. Wśród tej grupy znaleźli się między innymi kapitanowie: Julian Stachiewicz, Julian Kulczycki i Leopold Lis-Kula. Tego samego dnia dowódca Legionów Polskich dowodzenie pułkiem powierzył w zastępstwie kapitanowi Modestowi Sierantowi z 3 pułku piechoty.

## Żołnierze pułku
Dowódcy pułku
- płk Józef Piłsudski (27 VIII – 18 XII 1914)
- ppłk Edward Śmigły-Rydz (18 XII 1914 – 6 VIII 1917)
- kpt. Julian Stachiewicz (6 VIII – 12 VIII 1917)
- kpt. Modest Sierant (p.o. od 12 VIII 1917)
- kpt. Julian Kulczycki (p.o. 18 IX 1917 – tego dnia podpisał ostatni rozkaz pułkowy)

Oficerowie
- ppor. Ludwik Młynarski
- ppor. Józef Ignacy Wiśniewski

Podoficerowie i żołnierze pułku
- sierż. Adam Błotnicki
- Stefan Janusz Bratkowski
- sierż. Franciszek Książek
- Karol Jan Józef Hein
- Bronisław Gontaszewski
- Edward Gorczyca
- kpr. Stanisław Heller
- Franciszek Jóźwiak[5]
- Zbigniew Koellner ps. „Zawisza”
- Bronisław Maksymilian Majewski ps. „Łokietek”
- Jan Maria Romański
- Antoni Suracki
- Roman Wart
- Adolf Wierzbicki ps. „Wiktor Rutowski”
- Antoni Żyromski

### Kawalerowie Virtuti Militari
Żołnierze byłego 1 pułku piechoty Legionów Polskich odznaczeni Krzyżem Srebrnym Orderu Wojskowego Virtuti Militari 17 maja 1922

1. ś.p. kpr. Kazimierz Anczakowski nr 7231
2. szer. Hugon Almstaedt nr 7263
3. kpr. Jan Andruszko[8] nr 7249
4. kpt. Stanisław Albin Apfel-Czaszka ps. „Czaszka” nr 7092
5. ppor. Tomasz Arciszewski nr 7189?
6. mjr Tadeusz Argasiński nr 5914
7. ś.p. por. Julian (Juliusz) Bagniewski[9] nr 7130
8. ś.p. pchor. Władysław Bandurski nr 7206
9. ś.p. sierż. Aleksander Bartkowski nr 7207
10. ś.p. ppor. Władysław Blejarski nr 7170
11. ś.p. pchor. Ludwik Błaszczyk nr 7205
12. ś.p. kpt. Kazimierz Paweł Bojarski ps. „Kuba” nr 7084
13. ś.p. por. Mieczysław Brodowski ps. „Mieczysław” nr 7131
14. ppor. Henryk Becker ps. „Wiesław” nr 7194
15. kpt. Franciszek Berstling nr 5911
16. por. Jan Blak nr 7140
17. por. Bronisław Blumski nr 7190
18. kpt. Stanisław Brodowski ps. „Skała” nr 7093
19. szer. Józef Bydliński nr 7264
20. ś.p. ppor. Izydor Ceceniowski nr 7171
21. ś.p. sierż. szt. Stanisław Cieślik nr 7199
22. ś.p. sierż. Władysław Czaderski nr 7216
23. ks. kpl. Henryk Ciepichałł nr 7070
24. kpt. Władysław Ciepielowski nr 7114
25. chor. Józef Chmara[10] nr 7223
26. kpt. Czesław Chmielewski „Rafał” nr 7123
27. por. Feliks Chociszewski nr 7157
28. kpr. Emil Czapiński nr 7248
29. ś.p. ppor. Jakub Darocha nr 7172
30. ś.p. kpr. Henryk Dobrowolski ps. „Sęk” nr 7230
31. ś.p. por. Eugeniusz Dreszer ps. „Stefan Słomka” nr 7132
32. ś.p. por. Franciszek Dubiel nr 7133
33. ś.p. sierż. Józef Dyląg nr 7217
34. plut. Stanisław Dąbrowski nr 7230
35. ppor. Teofil Dąbrowski nr 7193
36. kpt. Władysław Łucki ps. „Jerzy Dańko” nr 7094
37. mjr Janusz Dłużniakiewicz ps. „Sęp” nr 7071
38. kpr. Jan Dostych nr 7250
39. ppłk Władysław Dragat nr 7064
40. sierż. szt. Jan Drwięga nr 7200
41. sierż. Adam Drzewicki (Drzewiecki) nr 7224
42. ppor. Teofil Drzewiecki ps. „Wzgórze” nr 7191
43. kpt. Ludwik Dudek nr 7115
44. kpr. Aleksander Dymczak nr 7247
45. sierż. Stefan Dymidas nr 7220
46. kpt. Orest Dżułyński nr 7095
47. ś.p. kpr. Józef Figa nr 7238
48. ś.p. mjr Albin Fleszar ps. „Satyr” nr 7069
49. ppor. Stefan Fabiszewski nr 7158
50. ppor. Stanisław Falkiewicz nr 7195
51. kpt. Stanisław Fedorczyk ps. „Pomidor” nr 7096
52. kpt. Józef Fela nr 7097
53. kpt. Marian Figler ps. „Balbin” nr 7110
54. por. August Emil Fieldorf nr 7169
55. ś.p. por. Piotr Gagatek nr 7138
56. ś.p. kpr. Emil Gołębiowski nr 7239
57. ś.p. sierż. Wacław Gołębiowski nr 7208
58. ś.p. kpt. Franciszek Pększyc ps. „Grudziński” nr 7087
59. ś.p. kpr. Henryk Guzy nr 7232
60. kpt. Bronisław Galbasz ps. „Bernard” nr 7129
61. kpt. Bolesław Gancarz nr 7116
62. por. Kazimierz Garstka ps. „Eta” nr 7141
63. por. Jan Gołdyn nr 7150
64. sierż. Stanisław Gorczyca nr 5678 (7225)
65. por. Tadeusz Górski nr 7151
66. kpt. Alfred Greffner ps. „Radwan” nr 7098
67. sierż. Józef Grela nr 7221
68. kpt. Michał Grossek nr 7099
69. sierż. szt. Jan Gulit nr 7201
70. ś.p. ppor. Tadeusz Gutowski nr 7188
71. kpt. Kazimierz Jan Piątek „Herwin” nr 7089
72. ś.p. sierż. Stanisław Hyjek nr 7212
73. por. Franciszek Herzog nr 7159
74. kpt. Karol Hodała nr 7117
75. sierż. Leon Holzer (Holcer) nr 7226
76. sierż. Izaak Jungermann nr 7209
77. ppłk lek. dr Władysław Marian Jakowicki nr 7062
78. ś.p. kpr. Kazimierz Kamiński ps. „Luboń” nr 7243
79. ś.p. kpr. Stanisław Kębłowski nr 7244
80. ś.p. Leon Kram nr 7233
81. st. szer. Józef Kruczek nr 7256
82. ś.p. ppłk Leopold Lis-Kula nr 7063
83. ś.p. sierż. Kazimierz Kublin nr 7213
84. sierż. szt. Stanisław Kalinowski nr 7203
85. mjr Władysław Kaliński ps. „Zubosz” nr 7072
86. ppor. inż. Stanisław Komocki nr 7192[a]
87. ppor. August Karcher nr 7162
88. kpt. Tadeusz Kaudelka ps. „Wichura”[b] nr 7124
89. szer. Ryszard Kłodnicki nr 7257
90. sierż. Józef Kobiałko ps. „Walek” nr 7222
91. por. Józef Kojder nr 7152
92. kpt. Józef Kokoszka nr 7118
93. kpt. Franciszek Kolbusz nr 7101
94. kpr. Ferdynand Kondysar nr 7251
95. chor. Włodzimierz (Władysław) Kotarbiński[20] nr 7198
96. mjr Jan Kotowicz nr 7102
97. por. Jakub Kozioł nr 7153
98. kpt. Jan Kruk-Śmigla nr 7112
99. por. Jerzy Krzymowski ps. „Bajka” nr 7142
100. mjr Zygmunt Jerzy Kuczyński nr 7073
101. ppłk Julian Sas-Kulczycki nr 7065
102. kpt. Józef Kuryłowicz ps. „Juhas” nr 7100
103. por. Roman Jan II Kwiatkowski nr 7161
104. ś.p. por. Jan Lehr nr 7139
105. ś.p. kpt. Mieczysław Lignar nr 7186
106. por. Jan IV Lachowicz nr 7143
107. kpr. Edmund Lech[21][22] nr 7253
108. kpr. Leopold Leszkiewicz nr 7252
109. por. Czesław Łęgowski ps. „Średnicki” nr 7163
110. ś.p. kpr. Walenty Machnik nr 7240
111. ś.p. ppor. Rudolf Macko ps. „Złom” nr 7174
112. b.p. ppor. Bronisław Mansperl ps. „Chaber” nr 7175
113. ś.p. kpt. Józef Marjański ps. „Marski” nr 7085
114. śp. szer. Eugeniusz Markowski nr 7259
115. śp. ppor. Mieczysław Marusieński ps. „Lelum” nr 7176
116. śp. ppor. Eugeniusz Medyński nr 7177
117. śp. ppor. Stanisław Michałowski ps. „Wolski” nr 7178
118. śp. por. Władysław Milko nr 7134
119. śp. por. Tadeusz Manasterski ps. „Kordian” nr 7135
120. śp. sierż. Władysław Morbitzer nr 7210
121. por. Stanisław Machowski nr 7154
122. mjr Adolf Maciesza nr 6108
123. kpt. Kazimierz Tadeusz Majewski nr 7104
124. mjr Benedykt Majkowski nr 7075
125. por. Kazimierz Marczewski nr 7145
126. sierż. Feliks Jan Mazurkiewicz nr 7228
127. kpt. Jerzy Michalewski nr 7111
128. sierż. Mieczysław Mijal (Władysław Mijał) nr 7229
129. kpt. lek. dr Bolesław Mioduszewski nr 7103
130. por. Włodzimierz Miszewski ps. „Orski” nr 7155
131. ppłk SG Kazimierz Młodzianowski „Dąbrowa” nr 7066
132. mjr Kazimierz Moniuszko nr 7074
133. por. Michał Włodzimierz Moroz nr 7144
134. kpt. Kazimierz Muszyński nr 7119
135. sierż. szt. Michał Muszyński nr 7209
136. mjr SG Mieczysław Rawicz-Mysłowski nr 7076
137. śp. ppor. Józef Neuman ps. „Spława” nr 7179
138. śp. ppor. Karol Niedźwiecki (Niedźwiedzki) nr 7180
139. śp. ppor. Feliks Walerian Nitecki nr 7181
140. kpt. Adam Nebelski nr 6265
141. ppor. Aleksander Hauke-Nowak nr 7196
142. śp. kpt. Jan Opieliński ps. „Wojszner” nr 7096
143. śp. ppor. Józef Orłowicz nr 7182
144. kpr. Jan Obłąk nr 7254[23]
145. śp. kpt. Stanisław Parczyński ps. „Młot” nr 7088
146. śp. sierż. Ludwik Piękoś nr 7214
147. śp. sierż. Leon Pietrusiński nr 7218
148. śp. kpr. Jan Łucki ps. „Podobiński” nr 7234
149. sierż. Władysław Pachołek ps. „Proszowski” nr 5912
150. kpt. Bolesław Pągowski ps. „Orwicz” nr 7126
151. kpt. Bronisław Panek nr 7120
152. mjr SG Bolesław Pikusa nr 7077
153. mjr Franciszek Polniaszek nr 7105
154. por. Adam Paweł Popowicz nr 7146
155. por. Adolf Porębski ps. „Poręba” nr 5908
156. śp. szer. Eugeniusz Radliński ps. „Stefan Kruk” nr 7260
157. śp. kpt. Zygmunt Radoński ps. „Żarski” nr 7090
158. śp. szer. Stanisław Radzikowski nr 7261
159. śp. ppor. Władysław Rożen nr 7187
160. śp. ppor. Karol Rybasiewicz ps. „Wilczyński” nr 7183
161. śp. ppor. Józef Rybka ps. „Bożywoj” nr 7184
162. kpt. Bazyli Rogowski nr 7121
163. sierż. Tadeusz Rosołowski nr 7227
164. por. Józef Różański nr 5909
165. por. Kazimierz Różański nr 7164
166. por. Aleksander Ruchaj ps. „Taczanowski” nr 7156
167. por. Kazimierz Rusiecki ps. „Rawicz”, „Kościelecki” nr 7165[24][25]
168. por. Jan Rzepecki nr 7147
169. śp. kpr. Jan Smertelnik ps. „Rusin” nr 7241
170. śp. por. Filip Śmiłowski ps. „Jaśko” nr 7136
171. śp. sierż. Bronisław Stachlewski ps. „Wiesław”, „Filozof” nr 7219
172. śp. kpr. Antoni Strójwąs ps. „Goszczak” nr 7235
173. śp. kpr. Kazimierz Strzelecki ps. „Kazik” nr 7246
174. śp. szer. Wincenty Świercz nr 7262
175. śp. sierż. dr Stanisław Szarski nr 7211
176. kpt. Kazimierz Sabatowski nr 7127
177. kpt. Stanisław Siciński nr 7107
178. st. szer. Zbigniew Sujkowski ps. „Bolko” nr 7258
179. sierż. szt. Wincenty Bolesław Stawiarz nr 7204
180. śp. st. szer. dr Adolf Sternschuss nr 7255
181. por. Michał Stieber nr 7148
182. ppor. Piotr Stopyra ps. „Lech” nr 7197
183. por. Leon Streit nr 7125
184. por. Tadeusz Styczyński ps. „Chart” nr 7167
185. mjr Jan Surówka ps. „Dojan” nr 7079
186. szer. Jan Świercz nr 7265
187. mjr Jarosław Szafran nr 7078
188. kpt. Tadeusz Truszkowski vel Szafran  ps. „Skałka” nr 7106
189. mjr lek. dr Kazimierz Szalla nr 7080
190. por. Bogdan Szeligowski ps. „Ratajko” nr 7166
191. śp. kpr. Turek Franciszek nr 7236
192. śp. kpr. Józef Tyrcha nr 7237
193. mjr SG Aleksander Mikołaj Tomaszewski ps. „Wysocki” nr 7081
194. kpt. Leon Ulatowski nr 7128
195. śp. ppor. Władysław Wyrwalski ps. „Wyrwidąb” nr 7185
196. kpt. Wiktor Dunin-Wąsowicz nr 7113
197. kpt. Franciszek Wielgut nr 7122
198. kpt. Aleksander Winiarski nr 5913
199. mjr Władysław Teodor Wojakowski nr 7082
200. por. Antoni Wojciechowski ps. „Dziuk” nr 7149
201. por. Stanisław Wyrobiec nr 7168
202. mjr Eugeniusz Wyrwiński ps. „Kogut” nr 7108
203. ś.p. kpr. Franciszek Godek ps. „Żar” nr 7242
204. ś.p. kpt. Edward Zinth ps. „Rzecki” nr 7091
205. ś.p. sierż. Roman Żub nr 7215
206. ś.p. por. Tadeusz Józef Żuliński nr 7137
207. ppłk SG Kordian Józef Zamorski nr 7067
208. kpt. Adam Feliks Zbijewski ps. „Soroka” nr 7109
209. kpt. Marian Zdon nr 5910
210. mjr SG Tadeusz Kalina-Zieleniewski nr 7083
211. ks. Stanisław Żytkiewicz nr 7068